# Fuding

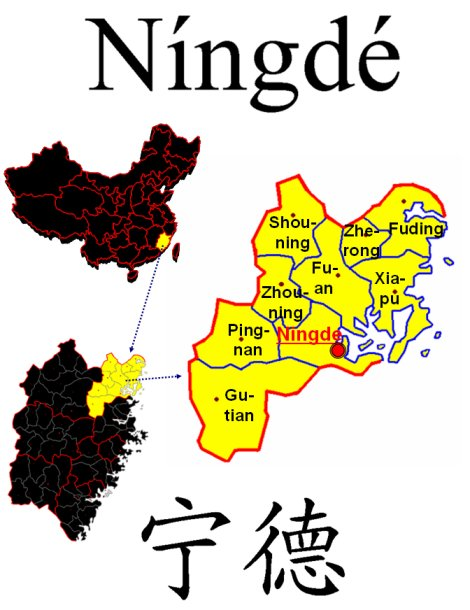
Gliederung der bezirksfreien Stadt Ningde

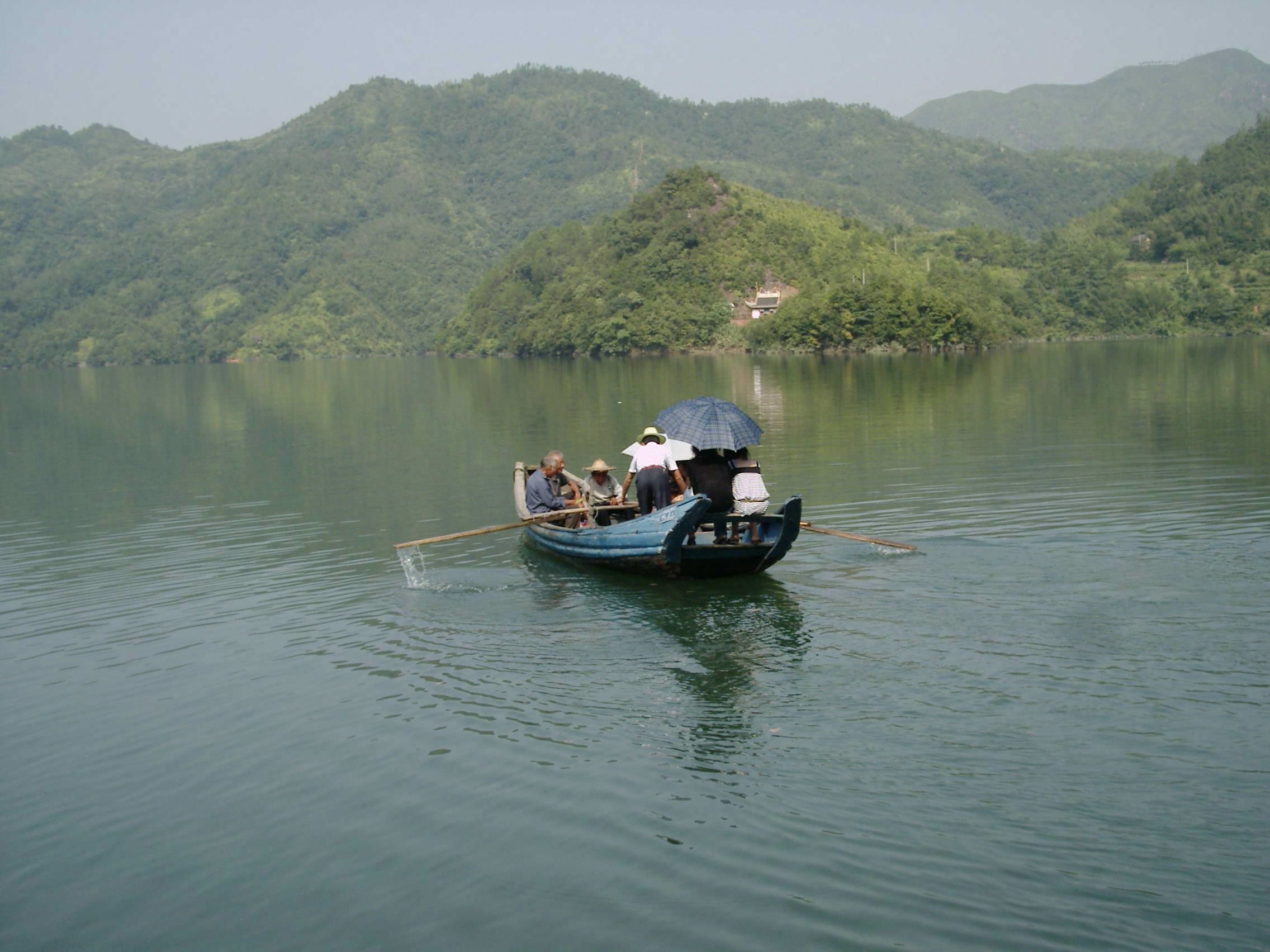
Der Nanxi-See in Fuding

Die Stadt Fuding (chinesisch 福鼎市, Pinyin Fúdǐng Shì) ist eine kreisfreie Stadt der bezirksfreien Stadt Ningde der chinesischen Provinz Fujian. Sie hat eine Fläche von 1.610 km² und zählt 553.132 Einwohner (Stand: 2020).